# Football Club Zurich
Pour l'équipe de football féminin, voir Football Club Zurich (féminines).
Maillots
Actualités
Le Fussball-Club Zürich (abrégé en FC Zurich (en allemand : FC Zürich) ou FCZ) est un club de football basé à Zurich (Suisse), disputant ses rencontres à domicile au Stade du Letzigrund. Cofondé le 1er août 1896 par Hans Gamper, il évolue en Super League et est présidé par Ancillo Canepa (de).

## Histoire
Le club est issu de la fusion des FC Turicum, FC Excelsior et FC Victoria. Lors de la saison 1901-1902, il remporte son premier titre en championnat, puis se place rapidement parmi les meilleures formations suisses. Le FCZ était un club omnisports jusqu’en 1930, avant de se concentrer essentiellement sur le football.

### Années 1960-1980
Les décennies 60-70-80 resteront sans doute les meilleures années du club. En effet, après avoir tout gagné au niveau national, le FC Zurich va se dévoiler sur le plan international. Les Lions réalisent de très belles performances en Coupe des Clubs champions européens, se qualifiant à deux reprises pour les demi-finales : en 1964, les Zurichois se feront éliminer par le Real Madrid, et en 1977 par Liverpool.

### Fin des années 1980 et début des années 1990
1988 : le FC Zurich est relégué en Ligue nationale B, après trente ans d'appartenance à la Ligue nationale A. Deux saisons plus tard, le club retrouve cependant déjà l'élite.

### Années 2000
En 2005, après l'arrivée de Lucien Favre comme entraîneur, le club remporte la Coupe de Suisse (2004-2005) face au FC Lucerne par le score de 3-0.
Un an plus tard, le FC Zurich est au coude-à-coude avec le FC Bâle pour le titre en championnat. Lors de l'avant dernière journée, le club fait ses adieux à son ancien antre qui est démoli puis remplacé par le nouveau stade du Letzigrund, pour accueillir l'Euro 2008. Le 13 mai 2006, le club est deuxième du championnat avec deux points de retard sur le FC Bâle. Pour disputer cette dernière journée de la saison, Züri doit se rendre au Parc Saint-Jacques de Bâle. Le score est de 1-1 à la mi-temps. Puis, alors que la plupart des spectateurs s'attendent à une victoire des locaux, les Zurichois inscrivent un second but à la 93e minute de jeu, leur permettant d'être sacrés champions de Suisse.
Après avoir gagné un nouveau titre en 2009, le club dispute la Ligue des champions la saison suivante. Dernier de sa phase de poule, le FC Zurich est éliminé mais a réalisé une prestation mémorable au stade San Siro en battant l'AC Milan 0-1.
Lors de la saison 2015-2016, le FC Zurich est relégué en deuxième division après une saison catastrophique lors de laquelle deux entraîneurs se sont relayés à la suite de soucis de passeports. Son séjour au purgatoire sera de courte durée puisqu'il retrouve l'élite dès l'exercice suivant. Mieux encore : en 2022, les Lions coiffent à nouveau les lauriers nationaux.

## Palmarès
| Compétitions nationales | Compétitions internationales |
| - Championnat de Suisse : - Champion (13) : 1902, 1924, 1963, 1966, 1968, 1974, 1975, 1976, 1981, 2006, 2007, 2009 et 2022. - Vice-champion (9) : 1903, 1911, 1932, 1952, 1964, 1967, 1972, 1979 et 2011. - Championnat de Suisse D2 : - Champion (3) : 1947, 1958 et 2017. - Coupe de Suisse - Vainqueur (10) : 1966, 1970, 1972, 1973, 1976, 2000, 2005, 2014, 2016 et 2018. - Finaliste (2) : 1921 (Och Cup) et 1981. - Coupe de la Ligue - Vainqueur (1) : 1981. - Finaliste (2) : 1975 et 1976. | - Coupe Uhrencup - Vainqueur (5) : 1976, 1992, 1993, 1994 et 2006 - Coupe des clubs champions/Ligue des champions (C1) - Meilleur parcours : Demi-finaliste en 1964 et 1977. - 11 participations. - Coupe des vainqueurs de coupe (C2) - Meilleur parcours : Quart-de-finaliste en 1974. - 3 participations. - Coupe des villes de foires (C3) - Meilleur parcours : Quart-de-finaliste en 1968. - 2 participations. - Coupe UEFA/Ligue Europa (C3) - Meilleur parcours : Huitième-de-finaliste en 1983 et 1999. - 12 participations. - Coupe Intertoto (C4) - 1 participation. |

## Bilan saison par saison
| Saison    | Championnat      | Championnat | Championnat | Championnat | Championnat | Championnat | Championnat | Championnat | Championnat | Championnat | Championnat | Buteur             | Buteur | Coupe de Suisse | Coupes d'Europe | Coupes d'Europe           |
| Saison    | Div.             | Pos.        | Pts         | M           | V           | N           | D           | BP          | BC          | Diff.       | Affl.       | Nom                | Buts   | Coupe de Suisse | Compét.         | Tour                      |
| --------- | ---------------- | ----------- | ----------- | ----------- | ----------- | ----------- | ----------- | ----------- | ----------- | ----------- | ----------- | ------------------ | ------ | --------------- | --------------- | ------------------------- |
| 2005-2006 | Super League     | 1er         | 78          | 36          | 23          | 9           | 4           | 86          | 36          | +50         | 10 008      | Keita              | 20     | 1/2 f.          | C3              | 1er tour                  |
| 2006-2007 | Super League     | 1er         | 75          | 36          | 23          | 6           | 7           | 67          | 32          | +35         | 10 871      | Raffael            | 14     | 1/2 f.          | C1              | 2e tour prél.             |
| 2007-2008 | Super League     | 3e          | 56          | 36          | 15          | 11          | 10          | 58          | 43          | +15         | 12 186      | Raffael            | 12     | 1/4 de f.       | C1 C3           | 3e tour prél. 1/16e de f. |
| 2008-2009 | Super League     | 1er         | 79          | 36          | 24          | 7           | 5           | 80          | 36          | +44         | 9 830       | Abdi               | 19     | 1/4 de f.       | C3              | 1er tour                  |
| 2009-2010 | Super League     | 7e          | 45          | 36          | 12          | 9           | 15          | 55          | 58          | -3          | 10 700      | Vonlanthen         | 10     | 1/8e de f.      | C1              | Groupes                   |
| 2010-2011 | Super League     | 2e          | 72          | 36          | 21          | 9           | 6           | 74          | 44          | +30         | 11 750      | Alphonse & Mehmedi | 10     | 1/2 f.          |                 |                           |
| 2011-2012 | Super League     | 6e          | 41          | 34          | 11          | 8           | 15          | 43          | 44          | -1          | 10 512      | Bua & Buff         | 6      | 1/8e de f.      | C1 C3           | Barrages Groupes          |
| 2012-2013 | Super League     | 4e          | 55          | 36          | 16          | 7           | 13          | 62          | 48          | +14         | 10 740      | Drmić              | 13     | 1/2 f.          | -               | -                         |
| 2013-2014 | Super League     | 5e          | 50          | 36          | 14          | 8           | 14          | 51          | 52          | -1          | 9 564       | Gavranović         | 13     | Vainqueur       | C3              | 3e tour prél.             |
| 2014-2015 | Super League     | 3e          | 53          | 36          | 15          | 8           | 13          | 55          | 48          | -7          | 9 389       | Etoundi            | 9      | 1/2 f.          | C3              | Groupes                   |
| 2015-2016 | Super League     | 10e         | 34          | 36          | 7           | 13          | 16          | 48          | 71          | -23         | 8 701       | Buff               | 8      | Vainqueur       | C3              | 3e tour prél.             |
| 2016-2017 | Challenge League | 1er         | 85          | 36          | 26          | 7           | 3           | 91          | 30          | +61         | 9 702       | Koné               | 16     | 1/4 de f.       | C3              | Groupes                   |
| 2017-2018 | Super League     | 4e          | 49          | 36          | 12          | 13          | 11          | 50          | 44          | +6          | 10 726      | Frey               | 12     | Vainqueur       | -               | -                         |
| 2018-2019 | Super League     | 7e          | 44          | 36          | 11          | 11          | 14          | 43          | 52          | -9          | 10 660      | Kololli            | 10     | 1/2 f.          | C3              | 1/16e de f.               |
| 2019-2020 | Super League     | 7e          | 43          | 36          | 12          | 7           | 17          | 45          | 72          | -27         | 6 450       | Kramer (en)        | 10     | 1/8e f.         | -               | -                         |
| 2020-2021 | Super League     | 8e          | 43          | 36          | 11          | 10          | 15          | 53          | 57          | -4          | 91          | Marchesano         | 13     | 1/16e f.        | -               | -                         |
| 2021-2022 | Super League     | 1er         | 76          | 36          | 23          | 7           | 6           | 78          | 46          | +32         |             | Assan Ceesay       | 20     | 1/8e de f.      |                 |                           |
| 2022-2023 | Super League     | 8e          |             |             |             |             |             |             |             |             |             | -                  |        |                 |                 |                           |
| 2023-2024 | Super League     | 4e          |             |             |             |             |             |             |             |             |             | -                  |        |                 |                 |                           |
| 2024-2025 | Super League     | 7e          |             |             |             |             |             |             |             |             |             | -                  |        |                 |                 |                           |

## Adversaires européens
Les équipes en italique n'ont été rencontrées que dans le cadre de la Coupe Intertoto.
- 1. FC Kaiserslautern
- Bayer Leverkusen
- Bayern Munich
- Borussia Mönchengladbach
- Dynamo Berlin
- Dynamo Dresde
- Eintracht Francfort
- Hambourg SV
- Red Bull Salzbourg
- Sturm Graz
- FC Bruges
- KRC Genk
- Lierse SK
- Royal Antwerp
- RSC Anderlecht
- Standard de Liège (à 2 reprises)
- NK Brotnjo
- Dynamo Minsk
- CSKA Sofia
- AEK Larnaca
- Anorthosis Famagouste
- Apollon Limassol
- Sparta Prague
- Slovan Liberec
- AB Copenhague
- Brøndby IF
- Aston Villa
- Leeds United
- Liverpool FC
- Newcastle United
- Nottingham Forest
- FC Barcelone
- Real Madrid
- Valence CF
- Villarreal CF
- Levadia Tallinn
- TPS Turku
- CS Sedan
- Olympique de Marseille
- Toulouse FC
- Ferencváros TC
- Újpest FC
- ÍBA Akureyri
- AS Rome
- Empoli FC
- ACF Fiorentina
- Lazio Rome
- Milan AC (à 2 reprises)
- FK Ventspils
- Sliema Wanderers
- Legia Varsovie
- Benfica Lisbonne
- Sporting CP (à 3 reprises)
- FC Vaslui
- Spartak Moscou
- Celtic Glasgow (à 2 reprises)
- Dundee FC
- Glasgow Rangers
- Kilmarnock
- NK Maribor
- Spartak Trnava
- Malmö FF
- Beşiktaş
- Shakhtar Donetsk

## Joueurs et personnalités du club

### Entraîneurs
| - 1920 - 1922 : Josef Winkler - 1922 - 1924 : Johann Studnicka - 1943 - 1946 : Severino Minelli - 1946 - 1948 : Willy Iseli - 1948 - 1953 : Theodor Lohrmann - 1953 - 1955 : Joksch Fridl - 1955 - 1957 : Ossi Müller - 1957 - 1958 : Fernando Molina et Max Barras - 1958 - 1959 : Karl Rappan - 1959 - 1960 : Max Barras - 1960 - 1962 : Georg Wurzer - 1962 - 1966 : Louis Maurer - 1966 - 1967 : László Kubala - 1967 - 1967 : René Brodmann - 1967 - 1969 : Lev Mantula - 1969 - 1970 : Georg Gawliczek | - 1970 - 1971 : Juan Schwanner - 1971 - 1978 : Timo Konietzka - 1978 - 1980 : Zlatko Čajkovski - 1980 - 1980 : Albert Sing et Rosario Martinelli - 1980 - 1983 : Daniel Jeandupeux - 1983 - 1983 : Heini Glättli - 1983 - 1983 : Max Merkel - 1983 - 1983 : Köbi Kuhn - 1983 - 1983 : Hans Kodric - 1983 - 1984 : Köbi Kuhn - 1984 - 1986 : Václav Ježek - 1986 - 1987 : Hermann Stessl - 1987 - 1988 : Timo Konietzka - 1988 - 1989 : Hans Bongartz - 1989 - 1989 : Walter Iselin - 1989 - 1991 : Herbert Neumann | - 1991 - 1994 : Kurt Jara - 1994 - 1995 : Bob Houghton - 1995 - 2000 : Raimondo Ponte - 2000 - 2001 : Gilbert Gress - 2001 - 2003 : Georges Bregy - 2003 - 2003 : Walter Grüter - 2003 - 2007 : Lucien Favre - 2007 - 2010 : Bernard Challandes - 2010 - 2012 : Urs Fischer - 2012 - 2012 : Rolf Fringer - 2013 - 2015 : Urs Meier - 2015 - 2016 : Sami Hyypiä - 2016 - 2018 : Ulrich Forte - 2018 - 2020 : Ludovic Magnin - 2020 - 2021 : Massimo Rizzo (de) - 2021 - 2022 : André Breitenreiter |

### Quelques anciens joueurs
- Almen Abdi
- Silvan Aegerter
- Thomas Bickel
- René Botteron
- Bruno Brizzi
- Pierre-Albert Chapuisat
- Josip Drmić
- Blerim Džemaili
- Rudolf Elsener
- Pius Fischbach
- Hans Gamper
- Mario Gavranović
- Marco Grassi
- Karl Grob
- Daniel Gygax
- Willy Huber
- Gökhan Inler
- Daniel Jeandupeux
- Köbi Kuhn
- Fritz Künzli
- Johnny Leoni
- Ludovic Magnin
- Xavier Margairaz
- Admir Mehmedi
- Severino Minelli
- Adrian Nikçi
- Marco Pascolo
- René-Pierre Quentin
- Peter Risi
- Alain Rochat
- Ricardo Rodríguez
- Alfred Scheiwiler
- Florian Stahel
- Pirmin Stierli
- Daniel Tarone
- Steve von Bergen
- Johan Vonlanthen
- Gianpietro Zappa
- Shaun Bartlett
- Berat Djimsiti
- Herbert Waas
- Artur Petrossian
- Muhamed Konjić
- Francisco Lima
- Pedro Henrique
- Raffael
- Ronny
- John Jairo Tréllez
- Shabani Nonda
- Ladislao Kubala
- Veli Lampi
- Hannu Tihinen
- Aleksandr Kerjakov
- Alexandre Alphonse
- Jean-Marc Ferreri
- Éric Hassli
- Grégory Sertic
- Gocha Jamarauli
- Alhassane Keita
- Roberto Di Matteo
- Ike Shorunmu
- Rashidi Yekini
- Wynton Rufer
- Jorge Teixeira
- Heinz Barmettler
- Iulian Filipescu
- Adrian Ilie
- Marcel Răducanu
- Dušan Đurić
- Conny Torstensson
- Tariq Chihab
- Amine Chermiti
- Yassine Chikhaoui
- Jurica Jerković
- Ilija Katić
- Benjani